# Абдуллин, Риф Мударисович
Риф Мударисович Абдуллин (род. 1 января 1948, Новонагаево, Башкирская АССР) — живописец. Заслуженный художник РБ (1998). Заслуженный художник Российской Федерации (2016). Лауреат премии им. М. Акмуллы (1994). Государственный стипендиат МК РФ (2008). Директор Башкирского государственного художественного музея (1999—2002).

## Биография
Абдуллин Риф Мударисович родился 1 января 1948 года в дер. Новонагаево Краснокамского района БАССР.
В 1968 году окончил Уфимское училище искусств, а в 1980-м —  Уфимский государственный институт искусств имени Загира Исмагилова (педагог Р. М. Нурмухаметов).
Член Союза художников СССР с 1984 года. C 1995 года — член ТО «Артыш», творческой группы «Безмен».
Произведения художника находятся в Башкирском государственном художественном музее имени М. В. Нестерова (Уфа), Государственном музее изобразительных искусств Республики Татарстан (Казань), Курганском областном художественном музее (Курган), Ульяновском областном художественном музее (Ульяновск);
Музей изобразительных искусств Республики Марий Эл (Йошкар-Ола);
Великоустюгском государственном историко-архитектурном и художественном музее-заповеднике (Великий Устюг);
Музейно-выставочном центре «На Спасской» (Киров). Чеченском Республиканском музее изобразительных искусств (Грозный), Международном центре искусств (Париж, Франция), УХГ, Галерее народного искусства «Урал» (Уфа), Музее МВД РБ (Уфа), Музее Боевой Славы (Уфа) — картина «Невернувшийся с войны», Музее Повха (Тюменская область РФ), Киргиз-Миякинской картинной галерей «Эрмитаж» (с. Киргиз-Мияки, Миякинский район РБ), Нефтекамской картинной галерее «Мирас» (г. Нефтекамск, РБ).
В 1971—1990 годах работал художником Башкирского творческо-производственного комбината, в 1999—2002 годах — директор Башкирского государственного художественного музея, в 2004—2008 годах и с 2014 года —  преподаватель факультета изобразительных искусств Уфимской государственной академии искусств им Загира Исмагилова.
Работам Р. Абдуллина присуща гармоничность композиции, цельность образа и строгость колористического решения.
Абдуллин Риф Мударисович был инициатором создания в с. Киргиз Мияки РБ художественной школы и картинной галереи (1995), в которую передал около 40 своих картин.
Занимался оформлением экспозиции павильона БАССР на международных торгово-промышленных ярмарках «Багдад 82» (Ирак) и «Нью Дели 84» (Индия; золотая медаль за лучший дизайн).
В настоящее время живёт и работает в Уфе.

## Основные работы
«Портрет сына» (1980), «Рида» (1985), «Бабушкин палас» (1990), портрет Г. А. Мубаряковой (1996), цикла пейзажей, посвящённых р. Белая (1990—95) и Дёма (1995—1998); графич. работ «Утро», «Лето» (обе — линогравюра, 1993) и др.
В 70—80-е годы Абдуллин создал ряд произведений монументального искусства: мозаика на фасадах Городского дворца культуры в Уфе (1978, соавт.) и Доме культуры в селе Киргиз Мияки Миякинского района РБ (1986), памятник героям Великой Отечественной войны в г. Белебей (соавт.) и др.

## Выставки
С 1972 года — участник республиканских и всероссийских, в том числе специальных (графика), зональных, региональной, всесоюзных, международных (с 1982 г.) и зарубежных выставок.
Персональные выставки: г. Когалым (1987), г. Уфа (1992—93,1997—98, 2004, 2008), г. Нефтекамск (2008).

## Награды
- Золотая медаль и почётный диплом за лучшую экспозицию (дизайн) раздела Республики Башкортостан Советской выставки на Международной торгово-промышленной ярмарке «Багдад-82» (Ирак) в 1982 году.
- Золотая медаль и почётный диплом за лучшую экспозицию (дизайн) раздела Республики Башкортостан Советской выставки на Международной торгово-промышленной ярмарке «Нью-Дели-84» (Индия) в 1982 году.
- премия им. М. Акмуллы (1994)
- Заслуженный художник Республики Башкортостан (1998)
- Почётная грамота Уфимского Городского Совета за заслуги в области изобразительного искусства, создание произведений живописи и большой вклад в эстетическое воспитание в 1998 году.
- Почётная грамота Министерства культуры Российской Федерации и Российского профсоюза работников культуры за многолетний и плодотворный труд, достигнутые успехи в области культуры и искусства в 2002 году.
- Диплом Секретариата Правления Союза художников России, Министерства культуры по делам национальностей, информационной политики и архивного дела Чувашской республики. (по итогам региональной художественной выставки «Большая Волга») в 2008 году.
- Диплом Регионального отделения Всероссийской творческой общественной организации «Союз художников России» Республики Башкортостан (по итогам художественной выставки) (2008).
- стипендия Министерства культуры России (2008)
- Золотая медаль Союза художников России «Традиции, духовность, мастерство» (2014).
- Заслуженный художник Российской Федерации (2016).